# Tanjungsari (Karangpawitan)
Tanjungsari is een bestuurslaag in het regentschap Garut van de provincie West-Java, Indonesië. Tanjungsari telt 5635 inwoners (volkstelling 2010).